# Julius Tambornino
Julius Tambornino (vollständiger Name Julius Cäsar Cornelius Tambornino, * 2. Januar 1885 in Düren; † 15. Mai 1964 in Monschau) war ein deutscher Klassischer Philologe, Religionswissenschaftler und Gymnasiallehrer.

## Leben
Julius Tambornino stammte aus einer Handwerkerfamilie. Sein Großvater Franz Joseph Tambornino war im frühen 19. Jahrhundert aus Sardinien ausgewandert und hatte sich als Zinngießer in Kempen niedergelassen; Sein Vater Johann Tambornino lebte als Zinnhändler in Düren, wo Julius Tambornino das Gymnasium besuchte und am 5. März 1904 die Reifeprüfung ablegte. Anschließend studierte er Klassische Philologie an der Universität Münster in Westfalen. Er schloss sein Studium mit der Promotion zum Dr. phil. (17. Mai 1909) und der Lehramtsprüfung in den Fächern Latein, Griechisch, Hebräisch und Deutsch (30. Juni 1909) ab.
Unmittelbar nach dem Studium trat Tambornino in den preußischen Schuldienst ein. Das Seminarjahr verbrachte er 1909/10 am Gymnasium Boppard, das Probejahr 1910/11 am St. Michael-Gymnasium in Münstereifel. Danach unterrichtete er zunächst als Hilfslehrer am Gymnasium Thomaeum in Kempen, wo er auch Turn- und Schreibunterricht erteilte. Während des Ersten Weltkriegs wurde er am 10. März 1915 zum Kriegsdienst einberufen. Nach seiner Rückkehr aus dem Krieg erhielt er zum 1. April 1917 eine Festanstellung als Oberlehrer am Königlichen Gymnasium in Köln-Mülheim, wo er bis zum Zweiten Weltkrieg Latein, Griechisch und Geschichte unterrichtete. Nach einem schweren Luftangriff auf Köln am 28. Oktober 1944, bei dem das Schulgebäude zerstört wurde, zog Tambornino nach Monschau in der Eifel und unterrichtete dort bis zu seinem Eintritt in den Ruhestand (1950) am St. Michael-Gymnasium.
Julius Tambornino war ab dem 18. April 1914 mit Magdalena Schütz (1880–1959) verheiratet. Das Paar hatte zwei Kinder.
Neben seiner Tätigkeit an der Schule war Tambornino wissenschaftlich tätig, vor allem im Bereich der antiken griechischen Religion. Seine von Wilhelm Kroll angeregte und betreute Dissertation über den Dämonenglauben erschien in der Reihe Religionsgeschichtliche Versuche und Vorarbeiten. In den 1910er und 1920er Jahren verfasste Tambornino mehrere Artikel für Paulys Realenzyklopädie der klassischen Altertumswissenschaft, unter anderem über die Herakliden (zusammen mit Jakob Pley) und die Göttin Hygieia. Außerdem veröffentlichte er Schultextausgaben griechischer und lateinischer Klassiker.

## Schriften (Auswahl)
- De antiquorum daemonismo. Gießen 1909 (= Religionsgeschichtliche Versuche und Vorarbeiten 7,3; zugleich Dissertation, Westfälische Wilhelms-Universität Münster)
- Herodotos in Auswahl. Text und Erläuterungen. Paderborn 1929. 2. Auflage 1953
- Homers Odyssee in Auswahl. Teil 1: Buch I–XII. Text und Erläuterungen. Paderborn 1931. 2. Auflage 1953
- Horatius in Auswahl. Text und Erläuterungen. Paderborn 1935. 2. Auflage 1953
- Plautus: Trinummus. Text und Erläuterungen. Paderborn 1954–1955
- Tacitus: Historien in Auswahl. Paderborn 1958–1960